# День образования штабных подразделений МВД России
День образования штабных подразделений МВД России — профессиональный праздник работников и служащих штабов МВД России. Отмечается ежегодно, 7 октября.

## История и празднование
В этот день, 7 октября, в 1918 году при Главном управлении Рабоче-крестьянской милиции НКВД были созданы Инструкторский и Информационный отделы. Чуть позднее эти подразделения были объединены в Инструкторско-инспекторский отдел, который в свою очередь вошел в состав Инспекции Главного управления милиции сформированной в советской России в конце 1919 года. После того, как в 1934 году был создан Народный комиссариат внутренних дел СССР, была создана и Главная инспекция НКВД, которая просуществовала 23 года и была упразднена в 1957 году. С конца 1960-х и вплоть до начала 1980-х годов штабная служба была значительно реформирована: в период с 1968 по 1969 год организационно-инспекторские подразделения были созданы повсеместно, а в 1971—1972 годах преобразованы в штабы. Уже к концу 1982 года штабные подразделения работали во всех министерствах и управлениях внутренних дел.
Начальник штаба ГУВД по Свердловской области генерал-майор милиции Александр Первухин в 2008 году, в «День образования штабных подразделений министерства внутренних дел Российской Федерации» сказал следующее:

деятельность штабных сотрудников первых поколений заложила основу для успешного становления службы, завоевания ею авторитета и признания.

Также Первухин отметил нынешнюю роль штабов и наметил их ближайшие перспективы:

Штабы в настоящее время являются неотъемлемой частью ОВД, центром, который детально изучает и анализирует проводимую работу и обдумывает все методы, с помощью которых работа будет проводиться в будущем.

В этот день лучших сотрудников штабных подразделений представляют к государственным наградам.